# Большой Куртналыш
Большой Куртналыш или Большая Куртнелыж — река в России, протекает по Звениговскому району Республики Марий Эл. Устье реки находится в 61 км по левому берегу реки Большой Кокшаги. Длина реки составляет 13 км, площадь водосборного бассейна — 46,2 км².
Исток реки в болотах в 20 км к юго-западу от Йошкар-Олы. Река течёт на юго-запад по ненаселённому лесному массиву.

## Данные водного реестра
По данным государственного водного реестра России относится к Верхневолжскому бассейновому округу, водохозяйственный участок реки — Волга от Чебоксарского гидроузла до города Казань, без рек Свияга и Цивиль, речной подбассейн реки — Волга от впадения Оки до Куйбышевского водохранилища (без бассейна Суры). Речной бассейн реки — (Верхняя) Волга до Куйбышевского водохранилища (без бассейна Оки).
Код объекта в государственном водном реестре — 08010400712112100000961.